# Karl Wilhelm Ramler

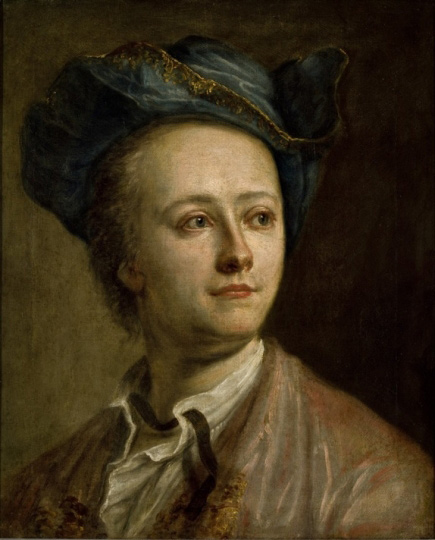
Karl Wilhelm Ramler, Gemälde von Gottfried Hempel, 1749, Gleimhaus Halberstadt

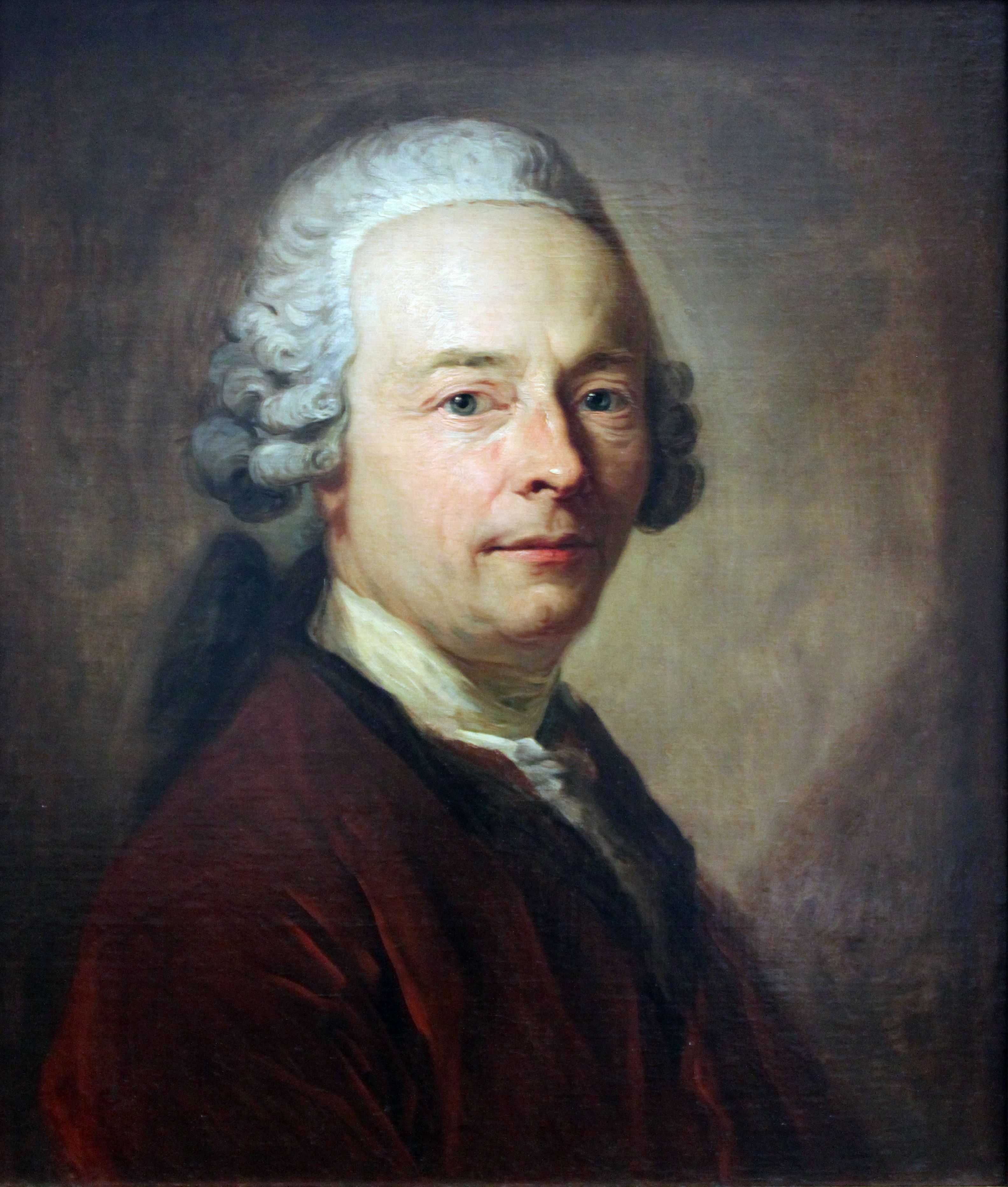
Karl Wilhelm Ramler, nach 1771 (Porträt von Anton Graff)

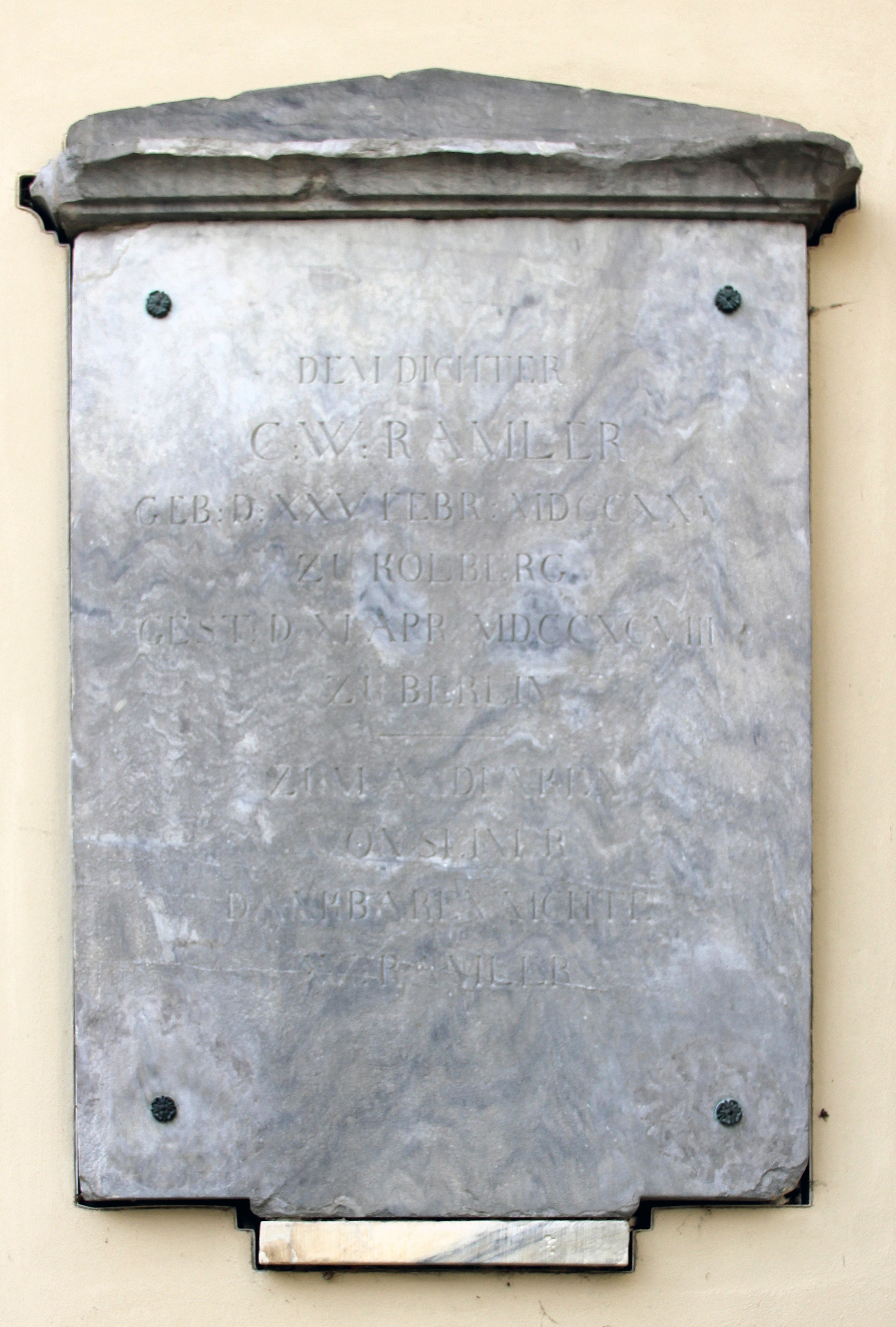
Gedenktafel, Große Hamburger Straße 29, in Berlin-Mitte

Karl Wilhelm Ramler (* 25. Februar 1725 in Kolberg; † 11. April 1798 in Berlin), genannt der deutsche Horaz, war ein deutscher Dichter, Übersetzer und Literaturtheoretiker, der zu den zentralen Vertretern der Berliner Aufklärung zählt.

## Leben
Ramler war der Sohn des Steuerinspektors Wilhelm Nikolaus Ramler (1679–1749) und dessen Ehefrau Elisabeth Stieg, verwitwete Fiddechow. Nach dem Besuch der Stadtschule in seiner Heimatstadt und des Schinmeyerschen Waisenhauses in Stettin kam Ramler 1738 an die lateinische Schule der Franckeschen Stiftungen in Halle (Saale). Anschließend begann er 1742 an der Universität Halle Theologie zu studieren. Ramler unterbrach sein Studium im Jahr 1744 und kehrte zeitweilig nach Kolberg zurück. Den Plan, erneut nach Halle zu reisen, um dort ein Studium der Medizin aufzunehmen, gab er während eines Berlinaufenthaltes im Frühjahr 1745 auf. Johann Wilhelm Ludwig Gleim, den er in Berlin kennengelernt hatte, bestärkte Ramler in diesem Entschluss. Um Ramlers Lebensunterhalt fürs Erste zu sichern, vermittelte ihm Gleim unter anderem eine Anstellung als Hauslehrer bei seiner ältesten Schwester Anne Catharina Magdalena (1710–1760) und Amtmann Johann Friedrich Fromme (1704–1761) auf der Domäne Löhme bei Werneuchen.
1747 ließ sich Ramler wieder in Berlin nieder, wohnte von Ende Oktober 1747 bis Anfang 1748 bei Johann Georg Sulzer und war Vorleser und Hauslehrer bei Otto von Rosey. Im August 1748 wurde er als „Maître“ für Philosophie an die Berliner Kadettenanstalt berufen und erhielt 1763 den Titel eines Professors. Dieses Amt hatte Ramler bis 1789 inne. Ramler zählte 1749 zu den Gründungsmitgliedern des angesehenen Montagsclubs und stand seit Ende der 1740er Jahre im intensiven Austausch mit Sulzer, Ewald Christian von Kleist, Moses Mendelssohn und Friedrich Nicolai. 1754 lernten sich Ramler und Gotthold Ephraim Lessing kennen. Seit 1762 korrespondierte Ramler mit Christian Felix Weiße.
Ramlers dichterische und literaturtheoretische Bemühungen waren seit Ende der 1740er Jahre vom Bemühen geprägt, die Konkurrenzfähigkeit der deutschsprachigen Dichtung mit der französischen Literatur nachzuweisen und zu fördern. Hintergrund dieses Engagements waren die kulturpolitische Präferenz Friedrichs II. von Preußen für die französischsprachige Kultur, eine entsprechende Förderung von französischen beziehungsweise französischsprachigen Wissenschaftlern und Autoren in Berlin und Potsdam sowie die konsequente Abwertung der deutschen Sprache. Mit dem Tod Friedrichs II. im August 1786 und dem Regierungsantritt seines Neffen Friedrich Wilhelm II. wandelte sich diese Konstellation und Ramlers Bemühungen um fürstliche Patronage hatten Erfolg. Bereits im Juni 1786 wurde er zum Ehrenmitglied der Berliner Akademie der Künste ernannt. Ende August 1786 wurde Ramler von Friedrich Wilhelm II. eine Pension von 800 Talern zugesprochen. Die Königlich-Preußische Akademie der Wissenschaften in Berlin nahm Ramler im September 1786 als Mitglied auf. Mit der Mitgliedschaft war eine weitere Pension in Höhe von 200 Talern verbunden. 1787 wurde Ramler darüber hinaus – neben Johann Jakob Engel und Johann August Arnold von Beyer – in die Direktion der königlichen Schauspiele berufen; dieses Amt hatte er bis Dezember 1796 inne.
Karl Wilhelm Ramler starb am 11. April 1798 im Alter von 73 Jahren in Berlin. Seine letzte Wohnung befand sich am Hackeschen Markt. Am 14. April 1798 wurde er auf dem nahegelegenen alten Sophienkirchhof begraben (Erinnerungstafel an der Sophienkirche). Im Berliner Ortsteil Gesundbrunnen ist die Ramlerstraße nach ihm benannt.

## Werk
Seit den 1750er Jahren entfaltete Ramler eine umfangreiche Tätigkeit als Herausgeber, Übersetzer sowie als Oden- und Kantatendichter. Er veröffentlichte Übersetzungen antiker Lyrik und Epigrammatik (Anakreon, Catull, Horaz, Martial und Sappho). Seine Übersetzung beziehungsweise deutschsprachige Adaption von Charles Batteux’ Cours de belles lettres (Einleitung in die Schönen Wissenschaften, 1756–1758 / 4. Auflage: 1774) war Ramlers zentraler Beitrag zum ästhetischen Diskurs in der Mitte des 18. Jahrhunderts. Darüber hinaus profilierte Ramler sich seit Anfang der 1750er Jahre als Vertreter einer werkzentrierten Verbesserungspoetik. Als Bearbeiter fremder Texte stellte er zahlreiche Lied-, Fabel- und Epigramm-Anthologien zusammen. Hinzu kamen Buchprojekte und Werkausgaben von Autorinnen und Autoren, die Ramler als Koautor, Lektor, Herausgeber und Korrektor betreute. So arbeitete er unter anderem mit Susanne von Bandemer, Johann Nikolaus Götz, Ewald Christian von Kleist,  Ephraim Moses Kuh, Gotthold Ephraim Lessing, Ludwig Heinrich von Nicolay und Christian Felix Weiße zusammen.
Ramlers antikisierende Hochstillyrik erschien zunächst in Einzeldrucken, in Zeitungen und Anthologien. Eigenständige Ausgaben legte er unter dem Titel Oden (1767) und Lyrische Gedichte (1772) vor. Einen weiteren Schaffensbereich bilden Ramlers (geistliche) Kantaten, Solokantaten und Singspiele, die ihn zu einem der prominenten Verfasser deutscher Libretti in der zweiten Hälfte des 18. Jahrhunderts und wichtigen Vertreter der literarischen Empfindsamkeit machen. 1754 verfasste Ramler im Auftrag von Prinzessin Anna Amalia von Preußen die Passionskantate Der Tod Jesu, die unter anderem von Carl Heinrich Graun vertont wurde. Darüber hinaus entwarf Ramler Inschriften für Gebäude, Denk- und Grabmäler sowie für ephemere Festbauten. Als Experte für Ikonographie konzipierte er Medaillen, Dekorationen und Illuminationen und arbeitete anderem mit dem Maler und Graphiker Christian Bernhard Rode sowie dem Medailleur Abraham Abramson zusammen. 1788 erschienen Ramlers und Rodes Allegorische Personen zum Gebrauche der Bildenden Künstler. Anfang der 1790er Jahre war Ramler an der Konzeption des Bildprogramms für das Brandenburger Tor beteiligt.

## Werke (Auswahl)
- Critische Nachrichten aus dem Reiche der Gelehrsamkeit (1750/1751), siehe zudem die Erschließung im Rahmen der Forschungsdatenbank „Gelehrte Journale und Zeitungen als Netzwerke des Wissens im Zeitalter der Aufklärung“.
- Der Tod Jesu (1755, Neufassung im Rahmen der Geistlichen Kantaten, 1760; urn:nbn:de:bvb:12-bsb10116683-8), Passionskantate, vertont von Carl Heinrich Graun (1755), Georg Philipp Telemann (1755), Johann Christoph Friedrich Bach (1760), Joseph Martin Kraus (1776) und Christiaan Ernst Graaf (1802)
- Einleitung in die Schönen Wissenschaften (1756–1758 / 4. Auflage: 1774); urn:nbn:de:bvb:12-bsb10575521-4
- Die Hirten bei der Krippe zu Bethlehem (1757, siehe Geistliche Kantaten, 1760); urn:nbn:de:bvb:12-bsb10116683-8
- Die Auferstehung und Himmelfahrt Jesu (1760, Geistliche Kantaten; urn:nbn:de:bvb:12-bsb10116683-8, 1760)
- Friedrichs von Logau Sinngedichte (1759, zusammen mit Gotthold Ephraim Lessing)
- Die Lieder der Deutschen (1766); urn:nbn:de:bvb:12-bsb10116685-8
- Sammlung der besten Sinngedichte der deutschen Poeten (1766); doi:10.25673/79155
- Oden (1767)
- Lyrische Gedichte (1772)
- Lyrische Blumenlese (1774/1778); urn:nbn:de:bvb:12-bsb10105941-8
- Fabellese (1783/1790); urn:nbn:de:bvb:12-bsb10116689-4
- Allegorische Personen zum Gebrauche der Bildenden Künstler (1788)
- Kurzgefasste Mythologie (1790)
- Marcus Valerius Martialis in einem Auszuge, lateinisch und deutsch (1787–1794); urn:nbn:de:bvb:12-bsb10241949-0
- Horazens Oden (1800); doi:10.25673/80866
- Poëtische Werke (1800/1801, 2 Bände, Hrsg.: Leopold Friedrich Günther von Goeckingk; doi:10.25673/77275)